# Rối loạn phổ tự kỷ
Phổ tự kỷ, còn được gọi là rối loạn phổ tự kỷ (ASD), là một loạt các rối loạn tâm thần thuộc loại rối loạn thần kinh. Nó bao gồm tự kỷ và hội chứng Asperger. Các cá nhân mắc chứng này thường gặp vấn đề với giao tiếp và tương tác xã hội; và các hành vi, sở thích hoặc hoạt động hạn chế và lặp đi lặp lại. Các triệu chứng thường được nhận ra từ một đến hai tuổi. Các vấn đề trong dài hạn có thể bao gồm những khó khăn trong việc thực hiện các nhiệm vụ hàng ngày, tạo và giữ mối quan hệ và duy trì công việc.
Nguyên nhân của phổ tự kỷ là không chắc chắn.  Các yếu tố rủi ro bao gồm có cha mẹ lớn tuổi, tiền sử gia đình mắc chứng tự kỷ và một số điều kiện di truyền nhất định.  Ước tính có từ 64% đến 91% rủi ro là do tiền sử gia đình. Chẩn đoán dựa trên các triệu chứng.  DSM-5 xác định lại các rối loạn phổ tự kỷ để bao gồm các chẩn đoán tự kỷ trước đó, hội chứng Asperger, rối loạn phát triển lan tỏa không được chỉ định khác (PDD-NOS) và rối loạn phân rã ở trẻ em.
Các nỗ lực điều trị thường được cá nhân hóa cho từng bệnh nhân, và có thể bao gồm trị liệu hành vi và giảng dạy các kỹ năng đối phó.  Thuốc có thể được sử dụng để cố gắng giúp cải thiện triệu chứng.  Bằng chứng là không mạnh lắm.để hỗ trợ việc sử dụng thuốc.
Phổ tự kỷ được ước tính sẽ ảnh hưởng đến khoảng 1% số người (62,2 triệu trên toàn cầu tính đến 2015).  Nam giới được chẩn đoán mắc bệnh này nhiều hơn nữ giới. Thuật ngữ "phổ" có thể chỉ phạm vi của các triệu chứng hoặc mức độ nghiêm trọng của bệnh, điều này khiến một số người ủng hộ sự phân biệt giữa những người tự kỷ bị khuyết tật nghiêm trọng, những người không thể nói hoặc tự chăm sóc bản thân, và tự kỷ chức năng cao hơn, như Temple Grandin, người phát ngôn tự kỷ.